# 어업기상통보
어업기상통보는 KBS 제1라디오로 매일 오전 4시 42분부터 오전 4시 54분까지 방송되는 프로그램이다. 단, 이 프로그램은 모두 전국방송이다.
한반도와 우리 나라 주변의 해역에 대해 방송 당일 오전 4시 발표된 해상기상예보와 방송 당일 오전 3시 현재의 한국과 그 주변 지역의 각지점의 실황이 보고된다.

## 진행자
전근배 기상상담사(전)와 박성준 기상캐스터(박)다.

## 방송 내용
구체적인 대상과 발표 내용은 아래와 같다.

### 해상기상예보

#### 대상 해역
서해 중부, 서해 남부, 남해 서부, 제주도, 남해 동부, 동해 남부, 동해 중부, 서해 북부, 동해 북부, 대화퇴, 연해주, 동중국해, 규슈해.
서해, 남해, 제주도, 동해는 각각 앞바다와 먼바다에 대해 발표되고, 그 중 먼바다는 더 안쪽과 바깥쪽에 대해 따로따로 발표되는 것도 있다.
이 밖에 예를 들면 (동해 남부) 먼바다를 북쪽과 남쪽으로 나누거나, 서해 북부와 동해 북부는 각각 전역 대상의 하나 예보가 되는 것도 있고, 그리고 특히 전근배 기상상담사는 규슈해를 규슈 서해, 규슈 남해로 각각 발표하기도 한다. (이것들은 일정하지 않다)

#### 발표 내용
풍향, 풍속, 날씨, 물고. 오전과 오후에서 다른 예보 되는 것도 있다.
예 (전): 서해 중부 앞바다, 오전 북동 내지 동풍, 오후 남동 내지 남풍, 4 내지 10미터로 불겠습니다. 흐리다가 오후 한때 비가 내리겠습니다. 물고는 0.5 내지 2미터로 일겠습니다.
예 (박): 서해 중부 앞바다, 오전 북동에서 동풍, 오후 남동에서 남풍이, 초속 4에서 10미터로 불고, 흐리다가 오후 한때 비가 내리겠습니다. 바다의 물고는 0.5에서 2미터로 일겠습니다.

### 각지점의 실황

#### 보고 지점

##### 전근배 기상상담사
러시아: 하바롭스크, 테튜헤, 블라디보스토크
북한: 선봉, 청진, 김책, 신의주, 원산, 평양, 해주
우리 나라: 속초, 백령도, 강릉, 동해, 서울, 인천, 울릉도와 독도, 서산, 울진, 포항, 군산, 부산, 통영, 목포, 여수, 제주, 서귀포
일본: 왓카나이, 삿포로, 네무로, 아오모리, 센다이, 와지마, 도쿄, 하치조섬, 사이고, 마쓰에, 오사카, 시오노미사키곳, 이즈하라, 후쿠오카, 가고시마, 시미즈, 나제, 나하, 미나미다이토섬, 지치지마
중국: 창춘, 선양, 베이징, 다롄, 지난, 칭다오, 난징, 상하이, 샤먼

##### 박성준 기상캐스터
우리 나라: 신의주, 평양, 백령도, 해주, 서울, 인천, 서산, 군산, 목포, 여수, 제주, 서귀포, 통영, 부산, 포항, 울릉도, 울진, 동해, 강릉, 속초
중국: 창춘, 선양, 베이징, 다롄, 지난, 칭다오, 우한, 난징, 상하이
일본: 이시갓카섬, 나하, 미나미다이토섬, 나제, 가고시마, 후쿠오카, 이즈하라, 사이고, 마쓰에, 시미즈, 시오노미사키곳, 오사카, 와섬, 아오모리, 삿포로, 왓카나이, 네무로, 센다이, 도쿄, 하치조섬, 지치섬
러시아: 하바롭스크, 테튜헤, 블라디보스토크

#### 보고 내용
풍향, 풍속, (날씨,) 기압, 기온
풍향은 8 방위다. 전근배 기상상담사는 동, 남, 서, 그리고 북 때는 '풍'을 붙이고, 그 이외는 방위만 읽지만, 박성준 기상캐스터는 모두 방위에 대해 항상 '풍'을 붙인다.
예 (전): 서울. 북풍(북동), 4.5 미터, 1017헥토파스칼, 영하 4.5도.
예 (박): 서울. 북풍(북동풍), 4.5 미터, 1017헥토파스칼, 영하 4.5도.
날씨는 비, 눈, 안개 등일 때만 보고된다.

## 기타
기상특보가 발령됐을 때는 그 내용이 서두에서 발표되는 것이 있다.